# نبرد ساندویچ (۱۴۶۰)
نبرد ساندویچ (انگلیسی: Battle of Sandwich) یک درگیری دریایی در طول جنگ‌های مشهور به جنگ رزها می‌باشد که در ژانویه سال ۱۴۶۰ میلادی و در ساندویچ، کنت به وقوع پیوست. در این نبرد سر جان دنهام و ریچارد نویل، شانزدهمین ارل واریک، کاپیتان کاله که اکنون به جبهه یورک‌ها پیوسته بود ناوگان لنکسترها را شکست دادند و تعدادی از کشتی‌های آنها را نیز به غنیمت گرفتند. شواهد و جزئیات بسیار کمی از تعداد نفرات و همچنین تلفات این درگیری در دست می‌باشد.